# Acroneuria nobiliata
Acroneuria nobiliata är en bäcksländeart som beskrevs av Günther Enderlein 1909. Acroneuria nobiliata ingår i släktet Acroneuria och familjen jättebäcksländor. Inga underarter finns listade i Catalogue of Life.